# Lexicon (Band)
Lexicon war eine Hip-Hop-Gruppe aus Los Angeles, USA. Sie bestand aus den Brüdern Gideon und Nick Black, die unter den Künstlernamen Big Oak (Gideon Black) und Nick Fury (Nick Black) auftraten. 

## Geschichte
Big Oak und Nick Fury traten zuerst im Jahre 1996 in Erscheinung, als sie als Vorgruppe für Kurtis Blow bei einem Konzert auftraten. Als erste Publikation folgte im Jahre 1997 der Song I Should Thank The Wack MC's, der auf einer EP der Gruppe The Library erschien. 
Danach machten sie sich zunächst in der regionalen Hip-Hop-Szene von Los Angeles einen Namen und veröffentlichten mehrere Maxis sowie im Jahre 1999 die EP Antiquity auf dem Plattenlabel Mums the World. Danach schloss sich das Duo mit DJ Cheapshot zusammen, der das Duo bei seinem wachsenden Label Spy Tech unter Vertrag nahm. Lexicon veröffentlichte im Herbst 2001 ihr Debütalbum, It's the L!, mit Produktionen von DJ Cheapshot und Vin Skully (Styles of Beyond). Mit der ausgekoppelten Maxi Nikehead erzielte die Gruppe einen Underground-Hit und etablierte Lexicon schnell an der Spitze der unabhängigen Hip-Hop-Szene von Los Angeles. 
Textlich überzeugt das Duo in seinen energiegeladenen Tracks mit starken und witzigen Reimen, welche von „neck-breaking beats and feisty chopped samples“ untermalt werden. 
2003 kehrten Lexicon mit der zweiten LP Youth is Yours zurück. Nachdem es in der Folgezeit still um das Duo geworden war, erschien im Jahre 2010 das dritte Album mit dem Titel Rapstars. Das letzte Konzert des Duos fand im Jahre 2013 in Paris statt.

## Diskografie
Alben und EPs
- 1999: Antiquity (Concentrated Entertainment)
- 2001: It's the L! (Spy Tech Records)
- 2003: Youth Is Yours (Spy Tech Records)
- 2006: The Rapstars E.P. (Promo, Lexicon Music)
- 2010: Rapstars (Module Records, Laitdbac)

Singles
- 1998: Reference Materials / Two 12-Bars (Concentrated Entertainment)
- 1998: More / Sundays (Promo, Not on Label)
- 1999: Change the Times / Keep on Movin'  (Ground Level Distribution)
- 2000: Come Up / Nikehead (Spy Tech Records)
- 2001: It's the L / The Official (Spy Tech Records)
- 2002: Makin' Music (Spy Tech Records)
- 2003: Brokenhearted / These Days (Remix) (Ill Boogie Records)
- 2003: These Days / Voodoo (Ill Boogie Records)
- 2004: Rock / I'll Be Alright If You Stay for the Night (Ill Boogie Records)
- 2012: Twin Twin Feat. Lexicon: Comme Toi (Warner)